# Saprinus magnoguttatus
Saprinus magnoguttatus är en skalbaggsart som beskrevs av Reichardt 1926. Saprinus magnoguttatus ingår i släktet Saprinus och familjen stumpbaggar. Inga underarter finns listade i Catalogue of Life.